# República de São Marcos
A República de São Marcos (em veneziano: Repùblega de San Marco; em italiano: Repubblica di San Marco) foi um Estado revolucionário italiano que existiu por 17 meses, entre 1848 e 49. Sediada na lagoa de Veneza, a república expandiu-se para a maior parte do território em terra ferma da República de Veneza, dissolvida 51 anos antes, durante as Guerras Revolucionárias Francesas. Depois de declarar a independência do Império Austríaco dos Habsburgo, a república passou a fazer parte do Reino da Sardenha, numa tentativa — liderada pelo soberano piemontês — de unificar o norte da Itália contra a dominação estrangeira (principalmente austríaca, mas também, historicamente, francesa e imperial).

## História

### Contexto
Após ter existido como uma república marítima por 1 000 anos, e ter sido uma grande potência regional por boa parte deste período, a República de Veneza se rendeu a Napoleão Bonaparte durante as Guerras Revolucionárias Francesas, em 1797, e seu território foi cedido à Monarquia de Habsburgo (na forma do Reino Lombardo-Vêneto) pelo Tratado de Campoformio, alguns meses mais tarde, decisão ratificada pelo Congresso de Viena, em 1815.
O governo austríaco — após perceber que uma autonomia mutualmente aceitável não seria possível — passou a explorar os recursos econômicos e políticos venezianos, favorecendo Trieste como o porto marítimo imperial. Depois de 50 anos de sua aquisição da antiga república, a Áustria havia já havia recebido 45 milhões de liras da região do que havia gasto lá, e o capitalismo veneziano começou a ser sufocado por uma relutância da parte do regime Habsburgo, vagaroso e burocrático, de conceder crédito a empreendedores venezianos. No fim da década de 1840, um grupo de intelectuais, fabricantes urbanos, banqueiros, mercadores e agricultores da terra ferma clamava por mudanças políticas e maiores oportunidades econômicas, ainda que apenas por meios não-violentos.
Por toda a Itália o descontentamento com a dominação estrangeira e com a monarquia absoluta fez com que todos os Estados italianos (com a exceção do Reino Lombardo-Vêneto) se tornassem monarquias parlamentares, depois da reforma liderada pelo Papa Pio IX. Políticas firmes, em resposta a um boicote econômico dos monopólios estatais na Milão austríaca, levaram à expulsão popular da guarnição dos austríacos na cidade por cinco dias, em março de 1848, período que também viu os primeiros movimentos pela independência veneziana. (ver Cinco Dias de Milão).

### Insurreição e independência

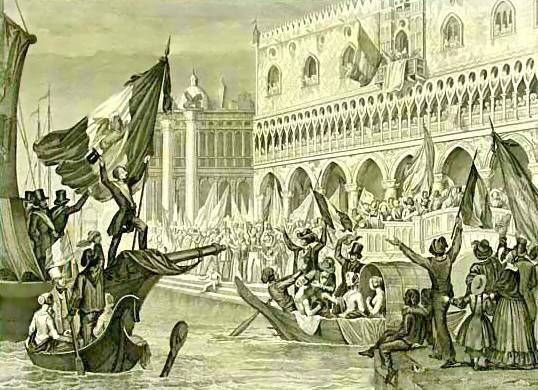
Daniele Manin proclama a República de São Marcos (litografia), c. 1850.

Alguns poucos dias após a independência de Milão e Veneza, e sua afiliação ao Reino da Sardenha, o exército piemontês cruzou rumo à Lombardia, em 24 de março de 1848, com o comandante austríaco, o marechal de campo Radetzky recuou até o Quadrilatero, uma cadeia de fortalezas defensivas situadas entre as duas cidades. Dois dias antes o patriota veneziano Daniele Manin havia entrado no Arsenal de Veneza com "diversos venezianos de espírito público", num desafio direto ao governo austríaco. Como os Arsenalotti detestavam seus mestres austríacos, e os italianos que serviam no exército austríaco eram pró-venezianos, Manin e seus partidários podiam se deslocar livremente, sem correr qualquer risco. Acreditando que a ocasião era propícia, Manin liderou seus seguidores para fora do complexo do Arsenal, aos gritos de Viva San Marco! — o lema nacional da antiga República de Veneza. Os venezianos que não eram oficiais do exército austríaco aceitaram esta exortação como um incentivo à restauração da antiga república; com a exceção de Verona, que por fazer parte do Quadrilatero estava ocupada por uma guarnição austríaca, as cidades da Venécia — em especial Belluno, Pádua, Rovigo, Treviso, Údine e Vicenza — imediatamente rejeitaram a ocupação estrangeira e proclamaram Manin como presidente da República de São Marcos, investindo-o com poderes ditatoriais durante o estado de emergência que se seguiu. A liderança de Manin foi apoiada pelas classes médias, revelando uma mudança definitiva no poder, dos patrícios mercantis da antiga república e seu apoio às classes mais baixas, combinados a promessas de lei e ordem à burguesia. Faltaram a Manin, no entanto, as qualidades de liderança que poderiam ter proporcionado à república uma independência mais duradoura.

### Manutenção da independência
Após trazer seu exército para proteger os novos territórios, o rei Carlos Alberto da Sardenha optou por realizar plebiscitos nos territórios aos quais ofereceu sua proteção, em vez de se concentrar em dar perseguição à recuada austríaca — a despeito do apoio popular dado às tropas piemonteses pelos Estados Papais, pelo Grão-Ducado da Toscana e pelo Reino das Duas Sicílias.
Apesar do apoio entusiástico recebido das repúblicas revolucionárias, como a República de São Marcos e a Milão de Giuseppe Mazzini, os austríacos começaram a reconquistar território. No entanto, tanto com Viena quanto a Hungria (ver Revolução húngara de 1848) passando por rebeliões, além das revoltas generalizadas por todo o Império Habsburgo, Radetzky foi orientado a procurar uma trégua — uma ordem que ele ignorou.
No campo militar, as interpretações equivocadas do status político oscilante da Itália setentrional, combinadas com a indecisão e a má saúde de Daniele Manin, que confinava o revolucionário ao leito em momentos críticos, — levou a diversos erros de julgamento que tiveram consequências sérias. A Marinha Imperial Austríaca, por exemplo, pôde permanecer no porto ístrio de Pola (atual Pula, na Croácia) — ainda que Veneza tivesse simpatia e apoio suficientes na sua antiga vassala para poder tomar de assalto a frota do império. Da mesma maneira, se os venezianos tivessem encorajado a deserção de soldados italianos atuando sob o comando imperial, estas tropas, bem-treinas e disciplinadas, poderiam ter fornecido mais força à defesa da república recém-criada; enquanto a reforma revolucionária gerava apoio popular para o novo regime, os próprios revolucionários falharam ao tentar recrutar homens no interior venécio para juntar-se aos dois mil guardas papais e soldados napolitanos sob o general Guglielmo Pepe, que haviam ignorado as ordens de recuar para continuar apoiando as forças republicanas. E justamente a Áustria era pressionada por todas as frentes de batalha, os italianos lhe deram tempo de se reagrupar e reconquistar Veneza e outras áreas problemáticas do império, uma a uma.

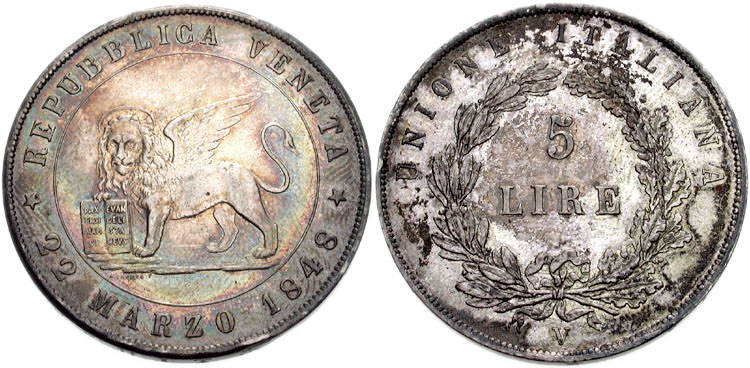
Cinco liras venezianas da república revolucionária.

Após uma derrota italiana na Batalha de Custoza, Carlos Alberto abandonou Milão, que havia perdido metade da sua população quando Radetzky ofereceu aos seus cidadãos passagem livre para que fugissem, e assinou um armistício com os austríacos que voltava a fronteira piemontesa até o rio Ticino; ao mesmo tempo, a marinha piemontesa deixou de apoiar Veneza. No ano seguinte, as forças de Carlos Alberto retornaram a combater o Império Austríaco, e foram derrotadas novamente na Batalha de Novara, que custaram ao rei o seu trono; seu herdeiro foi Vítor Manuel, que acabou por se tornar o primeiro soberano do Reino de Itália.
Enquanto isso, Manin foi obrigado a refrear seu fervor republicano, por medo de ofender o monarca Carlos Alberto; esta sua decisão, no entanto, foi tão transparente quanto pouco eficiente. Manin também continuou aguardando por reforços de tropas piemontesas e papais, sem compreender que um reino piemonês-sardo ficaria inevitavelmente preocupado com um vizinho republicano poderoso — especialmente num período em que as monarquias estavam sob ameaça por toda a Europa — e que o Papa Pio IX não poderia continuar a apoiar a guerra entre dois monarcas católicos praticamente em suas fronteiras.
Outro fracasso por parte dos revolucionários venezianos foi na sua falta de habilidade em incorporar adequadamente a população da terra ferma à república sediada na lagoa. Os habitantes do continente viam o poder veneziano com ceticismo, provavelmente como resultado de suposições antigas sobre as repúblicas marítimas anteriores, combinadas com a inevitável destruição do campo que acompanhava a guerra, uma situação que poderia ter sido evitada se os revolucionários tivessem recrutado apropriadamente na região. Quando o general Giovanni Durando liderou uma tropa piemontesa para defender Verona, Veneza pôde fornecer apenas alguns poucos voluntários, aos quais se juntaram posteriormente os regulares papais do coronel Andrea Ferrari — em vão, já que a marcha do general Nugent logrou se encontrar com as forças de Radetzky.

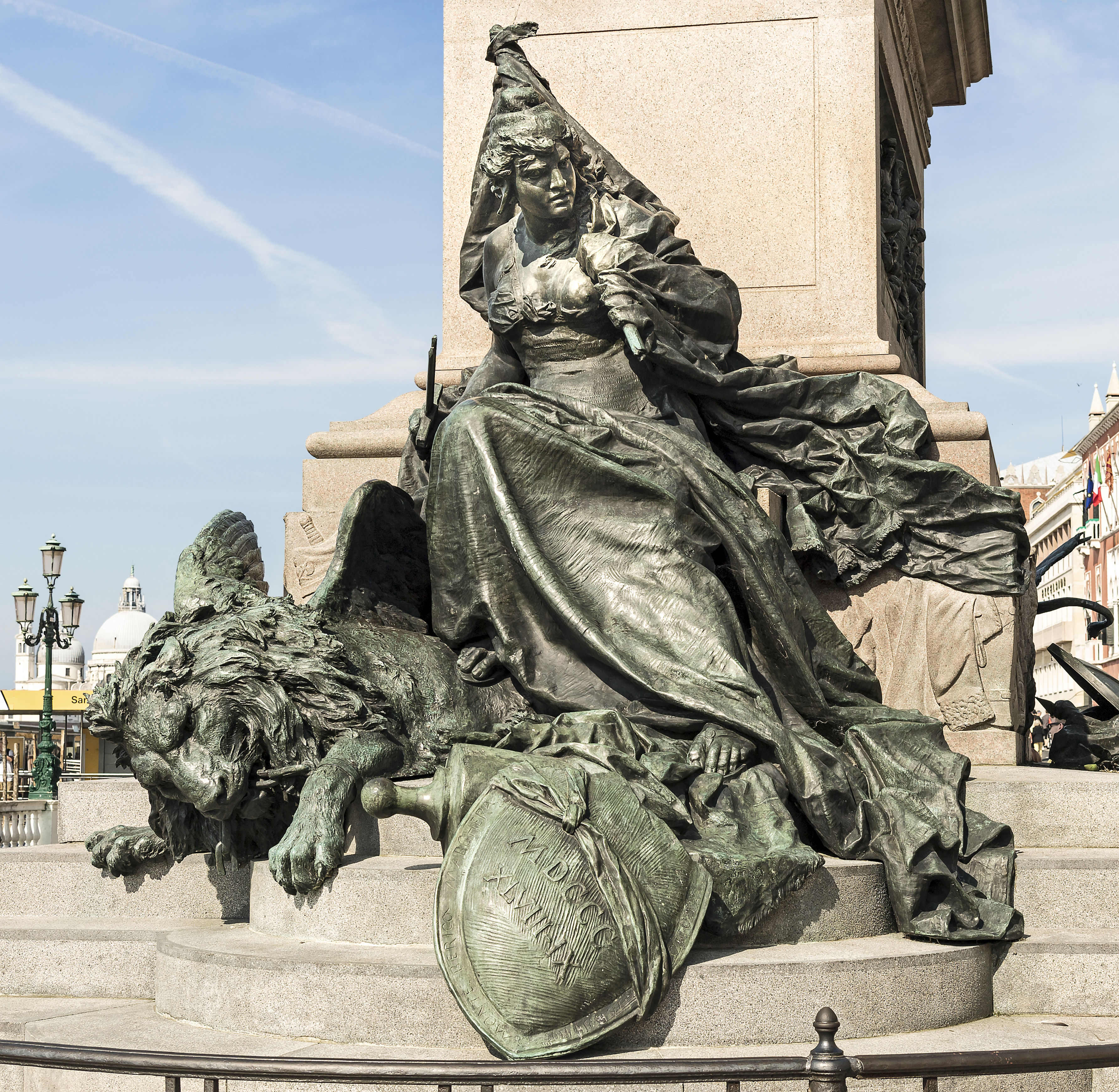
Detalhe da estátua equestre em bronze de Vítor Manuel II em Veneza, que mostra Veneza acorrentada, após a derrotas de 48-49; ao seu lado, o Leão de São Marcos. Obra de Ettore Ferrari (1848–1929), situada na Riva degli Schiavoni

Em 5 de agosto de 1848, a assembleia veneziana aprovou por 127 a 6 votos a moção de Manin para fundir a república com o Reino da Sardenha, comandado pelos piemonteses. A união, no entanto, durou apenas cinco dias, devido ao armistício assinado entre o Reino da Sardenha e a Império Austríaco. Três meses mais tarde, o desejo de Manin em não ofender o rei piemontês o levou a reprimir os partidários de Mazzini, que desejavam demonstrar seu republicanismo de uma maneira que poderia forçar a Segunda República Francesa a sair em "defesa" de Veneza, procurando converter a cidade num centro de liberação italiana, e inspirar Giuseppe Garibaldi a uma cruzada antiaustríaca. Quando Vincenzo Gioberti, o primeiro-ministro do Reino da Sardenha convidou Veneza a enviar delegados para um congresso na cidade de Turim, em 12 de outubro de 1848, os venezianos se recusaram. A reação das autoridades revolucionárias às declarações de paz entre o Reino da Sardenha e a Áustria ilustraram a sua falha em enxergar as realidades — os venezianos entraram em recesso por duas semanas.

### Returno ao controle austríaco
A derrota esmagadora das forças italianas na Batalha de Novara, em 23 de março de 1849, soou como uma sentença de morte para a independência da Itália por parte dos austríacos. Para evitar uma ocupação do Piemonte, Carlos Alberto abdicou em favor de seu filho, Vítor Manuel II, cujo tratado com a Áustria exigiu a completa remoção da marinha sarda das águas venezianas. Manin discursou diante da assembleia veneziana em 2 de abril daquele ano, e após uma votação decidiu-se por dar seguimento à luta contra os austríacos, a despeito de um bloqueio austríaco da cidade. Em 4 de maio, Radetzky começou a atacar o forte veneziano de Marghera, tomada por 2,5 mil soldados sob o comando napolitano de Girolamo Ulloa. O bombardeio da lagoa e da cidade começaram ao mesmo tempo e, apenas ao longo das três semanas seguintes, 60 mil projéteis foram disparados em direção a Veneza. O forte de Marghera resistiu até 26 de maio, quando Ulloa ordenou a sua evacuação; uma oferta de rendição feita por Radetzky foi recusada.
Em agosto, com a fome e a cólera grassando pela cidade, Manin propôs que a assembleia votasse pela rendição, ameaçando renunciar ao seu cargo se fosse feita a opção de lugar até à morte. A assembleia, no entanto, concordou com a sua moção, e concedeu-lhe autoridade para procurar com os inimigos os termos de rendição, que foram concordados em 22 de agosto. A entrada de Radetzky em Veneza no dia 28 de agosto marçou a completa rendição de Veneza ao Império Austríaco, restaurando o status quo ante bellum e forçando Manin, juntamente com sua família e 39 outros revolucionários, ao exílio. A esposa de Manin acabou morrendo de cólera poucas horas depois de sua partida para Paris.

## Líderes da república
A liderança foi quase que exclusiva de Daniele Manin ao longo da curta existência da República de São Marcos, porém os seguintes chefes de Estado estiveram no poder durante os 17 meses:
| De             | A              | Ocupante(s) do cargo       | Título                           |
| -------------- | -------------- | -------------------------- | -------------------------------- |
| Março de 1848  | Março de 1848  | Giovanni Francesco Avesani | Presidente do Governo Provisório |
| Março de 1848  | Julho de 1848  | Daniele Manin              | Diretor-executivo                |
| Julho de 1848  | Agosto de 1848 | Jacopo Castelli            | Presidente do Governo Provisório |
| Agosto de 1848 | Agosto de 1848 | Daniele Manin              | Ditador                          |
| Agosto de 1848 | Março de 1849  | Daniele Manin              | Triunvirato                      |
| Agosto de 1848 | Março de 1849  | CA Leone Graziani          | Triunvirato                      |
| Agosto de 1848 | Março de 1849  | Col Giambattista Cavedalis | Triunvirato                      |
| Março de 1849  | Agosto de 1849 | Daniele Manin              | Presidente do Poder Executivo    |